# Dumovec
Dumovec is een plaats in de gemeente Zagreb in de Kroatische provincie Stad Zagreb. De plaats telt 745 inwoners (2001).